# Brenogë
Brenogë – wieś położona w północnej części Albanii w gminie Fajzë. Wieś znajduje się 101 kilometrów od stolicy państwa, Tirany.

## Demografia
Według spisu ludności z 1989 roku we wsi Brenogë mieszkało 270 mieszkańców.